# Juliet Machan
Juliet Machan (15 de enero de 1970) es una deportista británica que compitió en remo. Ganó dos medallas en el Campeonato Mundial de Remo, en los años 1995 y 1998.

## Palmarés internacional
| Campeonato Mundial | Campeonato Mundial  | Campeonato Mundial | Campeonato Mundial        |
| Año                | Lugar               | Medalla            | Prueba                    |
| ------------------ | ------------------- | ------------------ | ------------------------- |
| 1995               | Tampere (Finlandia) | Medalla de plata   | Cuatro sin timonel ligero |
| 1998               | Colonia (Alemania)  | Medalla de oro     | Dos sin timonel ligero    |